# (3052) Herzen
(3052) Herzen ist ein Asteroid des Hauptgürtels, der am 16. Dezember 1976 von der russischen Astronomin Ljudmila Iwanowna Tschernych am Krim-Observatorium (IAU-Code 095) in Nautschnyj entdeckt wurde.
Der Asteroid wurde nach dem russischen Philosophen, Schriftsteller und Publizisten Alexander Iwanowitsch Herzen (1812–1870) benannt.